# ミッレミリア

大会ロゴ

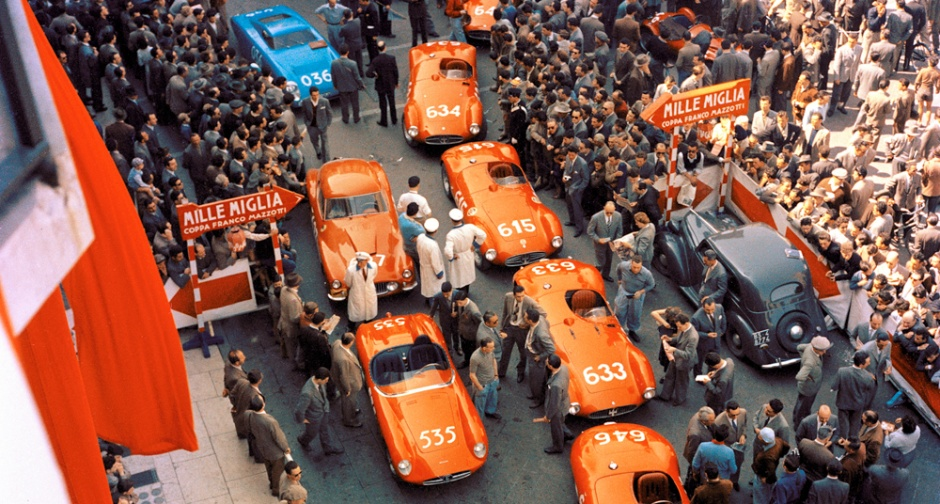
1955年大会スタート直前の風景、ブレシアのヴィットーリア広場にて

ミッレミリア（Mille Miglia）は1927年から1957年の間にイタリアで行われた自動車レースである。
イタリアの風光明媚な市街地や田園風景を美しいスポーツカーがフルスロットルで駆け抜けた伝説的な公道レースとして知られ、かつてエンツォ・フェラーリはこの大会を「世界で最も美しいレース」と表現した。
現在では同名のクラシックカーレースとしてイタリアで毎年開催されており、世界中で開催されるクラシックカーイベントのなかで最高峰の一つに位置付けられている。

## 概要

### 公道レース
1927年に2人の貴族によって始められた公道自動車レースで、イタリア北部の都市ブレシアを出発して南下しフェラーラ、サンマリノを経てローマへ。さらにローマから北上してブレシアへ戻るというルートで、イタリア全土を1000マイル（イタリア語で mille miglia = ミッレ・ミリア）走ることから名づけられた。

### 錚々たる参加車

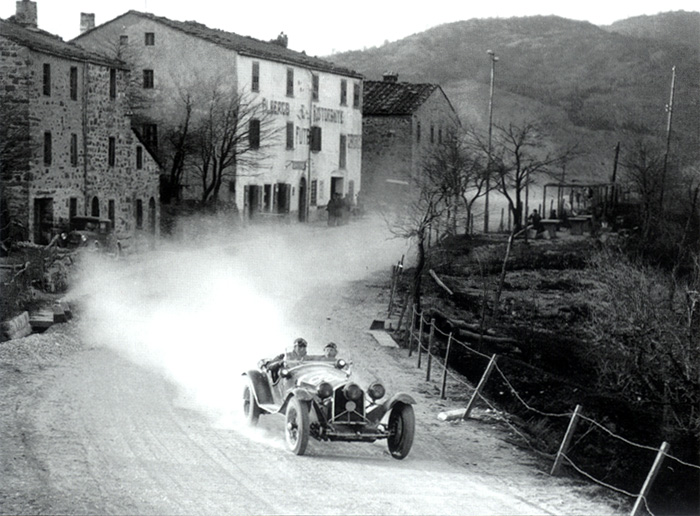
1932年大会にて、タツィオ・ヌヴォラーリが駆るアルファロメオ8C 2300

初期にはアルファロメオ、ランチア、OM、スタンゲリーニ、マセラティ、フィアット、オスカ、ブガッティ、ルノー、アストンマーティン、ベントレー、MG、メルセデス・ベンツ、アウトウニオン（現在のアウディ）など、ヨーロッパ諸国から錚々たる自動車メーカーがワークスやプライベートで参戦した。

### 開催一時中止
その高い人気を受けて、第二次世界大戦前にはベニート・ムッソリーニ率いるイタリアや、アドルフ・ヒトラー率いるドイツ国などの工業国かつ独裁国が、国威発揚のためにこれらのメーカーを国を挙げて支援したものの、第二次世界大戦の勃発により1941年-1946年の間は開催が一時的に中止された。

### 開催再開と中止

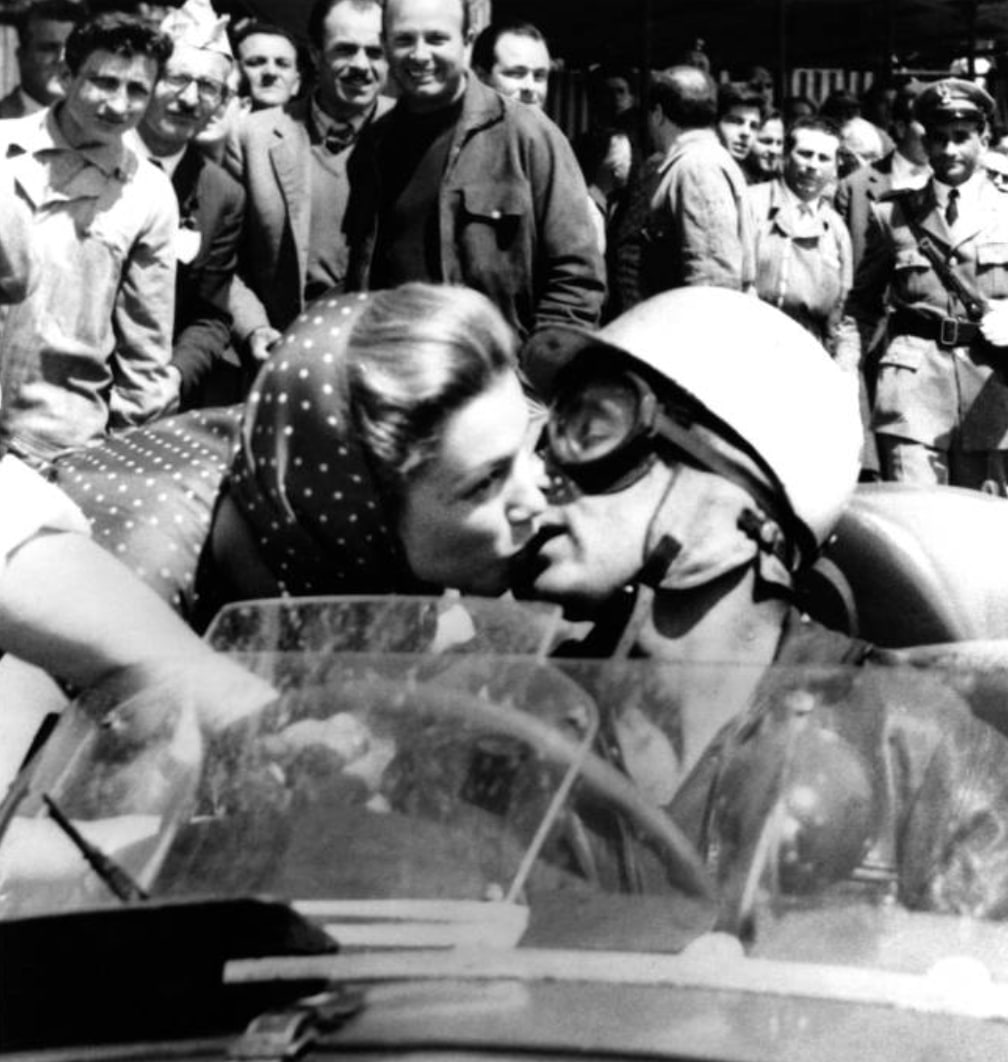
1957年大会にて、レース開始前にアルフォンソ・デ・ポルターゴ（右）と口づけを交わすリンダ・クリスチャン（左）。この写真は「死の口づけ」（Kiss of Death）として知られている。

終戦からわずか2年後の1947年には再開され、ジャガーやペガソ、フェラーリ、ポルシェ、サーブ、チシタリアなどの戦後勃興してきた新興メーカーが多数参戦したほか、アメリカからも当時モータースポーツに積極的に参戦していたリンカーンが参戦するなど、戦前を上回る盛り上がりを見せた。
しかし、1957年にスペインのアルフォンソ・デ・ポルターゴ侯爵がドライブするフェラーリが観客を巻き込む大事故を起こし（デ・ポルターゴ侯爵自身も死亡した）ため、やむなくイタリア政府は以降のレースの開催の中止を命じ、30年間の輝かしい歴史に幕を閉じた。

### 復活

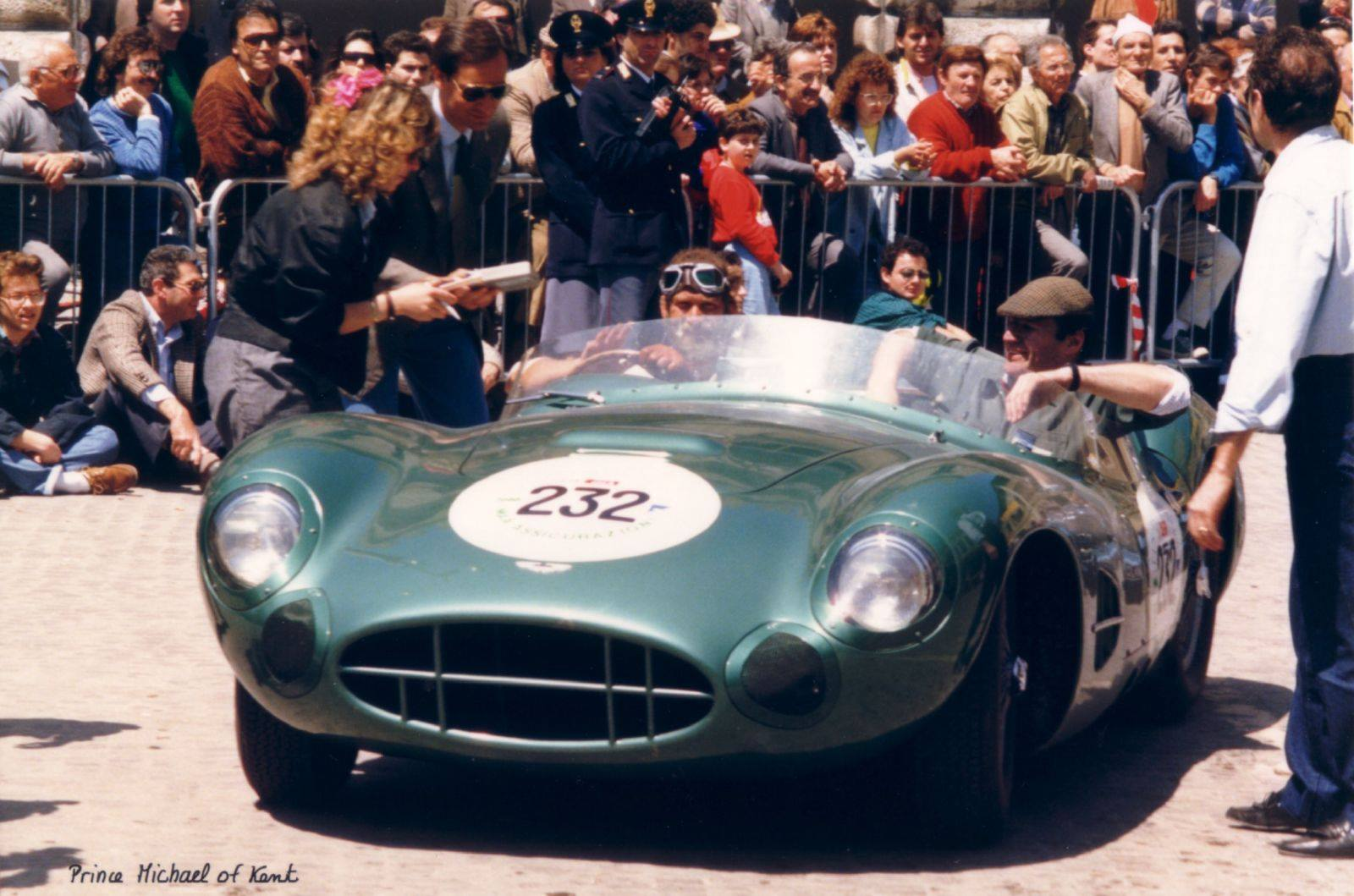
1988年大会にて、英国王室のマイケル・オブ・ケント王子が駆るアストンマーティン・DBR2

1977年に、当時参戦した実車とその同型車のみが参加できるタイムトライアル方式のクラシックカーレース「ミッレミリア・ストーリカ（Mille Miglia Storica）」として20年ぶりに復活した。
これ以降、ジャッキー・イクスやクレイ・レガッツォーニ、ミカ・ハッキネンなどの元F1ドライバーや、スターリング・モスなどの初代ミッレミリアに参加したドライバー、マイケル・オブ・ケント王子などのセレブリティも多数参戦する、格式の高いクラシックカーラリーとして毎年開催されることとなった。

### 現在

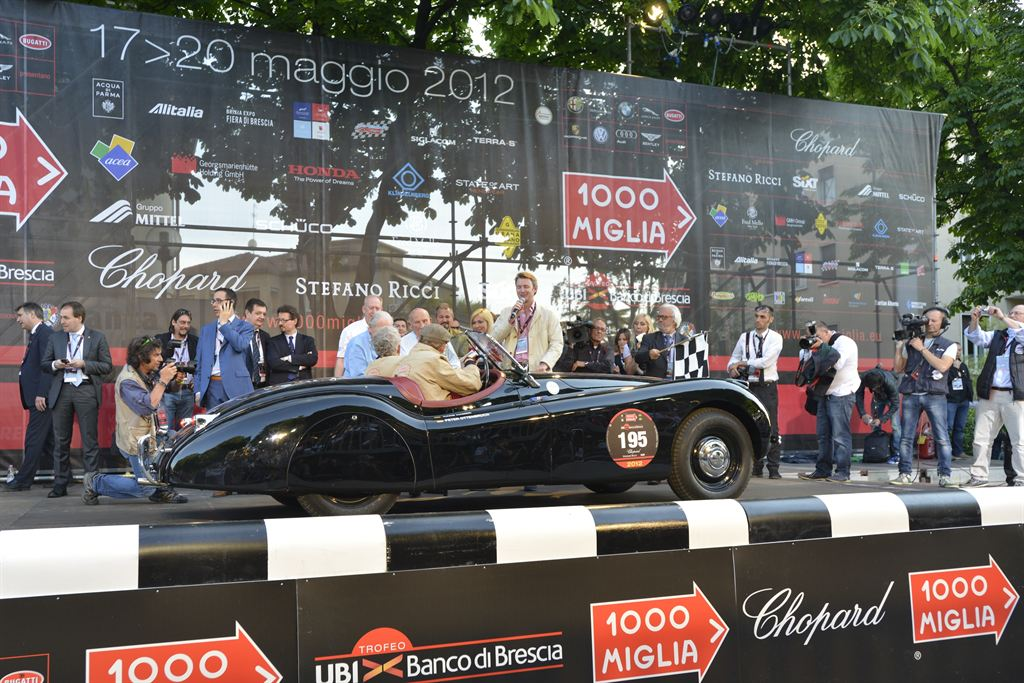
2012年大会

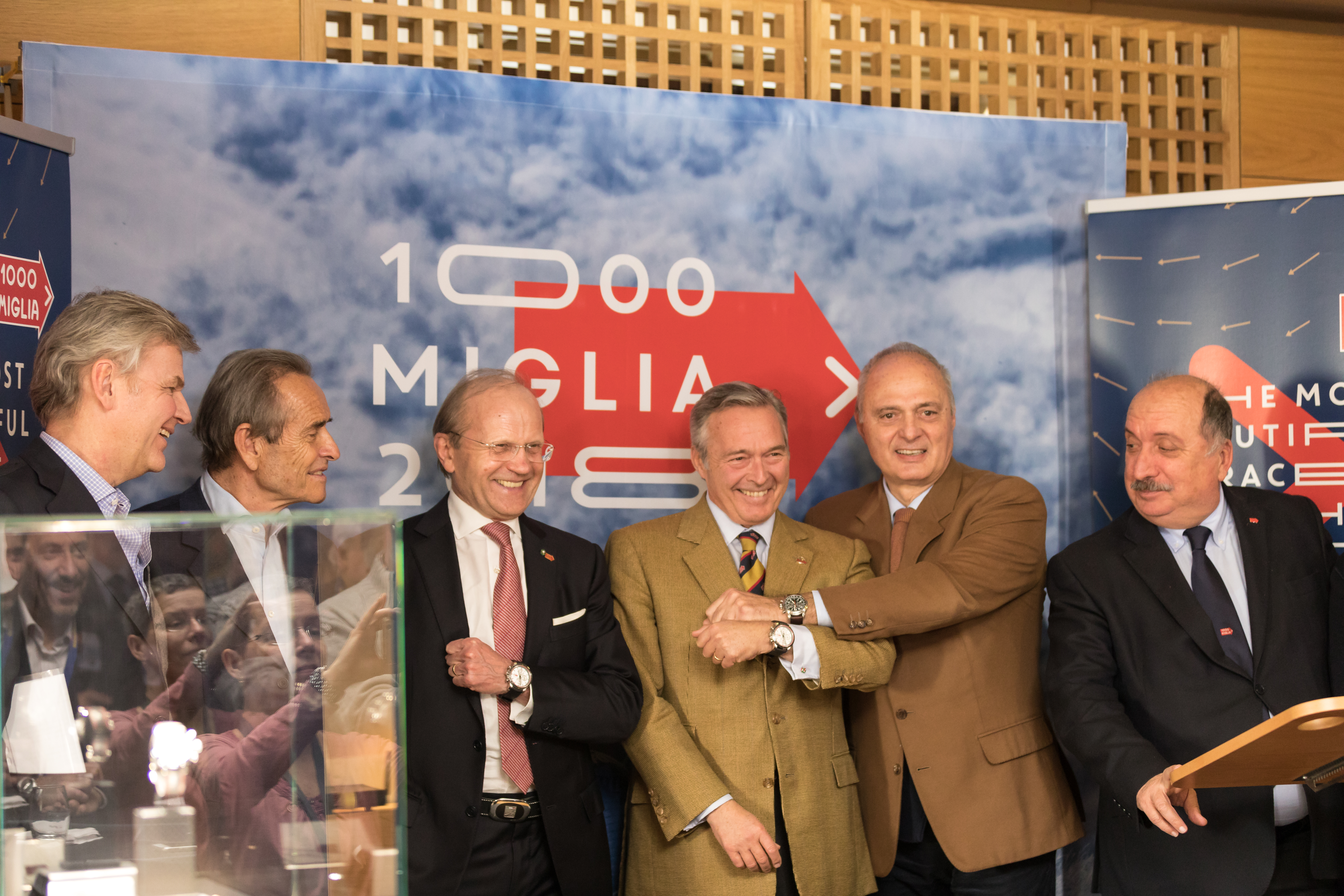
2018年大会にて、記者会見を行うショパール会長のカール・ショイフレ（右から3番目）。

現在は、イタリア国内だけでなくイギリスやドイツ、日本やアメリカ、アルゼンチンやオーストラリアなど、世界各国から多数の参加者を集めるだけでなく、フェラーリやメルセデス・ベンツが、開催時に大規模な関連イベント（トリビュート・イベント）やスポンサーを行うほか、ジャガーやBMWなどが博物館などが所有する当時の参加車を走らせるなど、世界で開催されるクラシックカーラリーの最高峰として高い人気を誇る。
さらにクラシックカーラリーの人気が高い日本やアメリカでは、復活版ミッレミリアの主催者から正式に承認を受けた姉妹版を開催している。
また、公式スポンサーのひとつである宝石商のショパールが参加者に寄贈する同名の腕時計は、コレクターズアイテムとして時計マニアのみならず自動車マニアにも人気である。

## 各年の勝利者
| 年              | ドライバー                                                        | 車両                                              |
| --------------- | ----------------------------------------------------------------- | ------------------------------------------------- |
| 1927年          | フェルディナンド・ミノーラ ジュゼッペ・モランディ                 | OM 665 S                                          |
| 1928年          | ジュゼッペ・カンパーリ ジュリオ・ランポーニ                       | アルファロメオ・6C 1500 Super Sport Spider Zagato |
| 1929年          | ジュゼッペ・カンパーリ ジュリオ・ランポーニ                       | アルファロメオ・6C 1500 Super Sport Spider Zagato |
| 1930年          | タツィオ・ヌヴォラーリ バティスタ・グィドッティ                   | アルファロメオ・6C 1500 Super Sport Spider Zagato |
| 1931年          | ルドルフ・カラツィオラ ヴィルヘルム・セバスチャン                 | メルセデス・ベンツ・SSKL                          |
| 1932年          | バコーニン・ボルザッキーニ アマデオ・ビニャーミ                   | アルファロメオ・8C 2300                           |
| 1933年          | タツィオ・ヌヴォラーリ デーチモ・カンパニョーニ                   | アルファロメオ・8C 2300 Spider Zagato             |
| 1934年          | アキッレ・バルツィ アマデオ・ビニャーミ                           | アルファロメオ・8C 2600 Monza Spider Brianza      |
| 1935年          | カルロ・マリア・ピンタクーダ アレッサンドロ・デッラ・ストゥーファ | アルファロメオ・ティーポB                         |
| 1936年          | アントニオ・ブリビオ カルロ・オンガーロ                           | アルファロメオ・8C 2900 A                         |
| 1937年          | カルロ・マリア・ピンタクーダ パリーデ・マンベッリ                 | アルファロメオ・8C 2900 A                         |
| 1938年          | クレメンテ・ビオンデッティ アルド・ステーファニ                   | アルファロメオ・8C 2900 B Spider MM Touring       |
| 1939年          | 中止                                                              | 中止                                              |
| 1940年          | フシュケ・フォン・ハンシュタイン ワルター・バウマー               | BMW・328 ベルリネッタ・ツーリング                 |
| 1941年 - 1946年 | 第二次世界大戦のため休止                                          | 第二次世界大戦のため休止                          |
| 1947年          | クレメンテ・ビオンデッティ ジュゼッペ・ナボーネ                   | アルファロメオ・8C 2900 B Berlinetta Touring      |
| 1948年          | クレメンテ・ビオンデッティ ジュゼッペ・ナボーネ                   | フェラーリ・166 S Coupé Allemano                  |
| 1949年          | クレメンテ・ビオンデッティ エットレ・サラーニ                     | フェラーリ・166 MM Barchetta Touring              |
| 1950年          | ジャンニーニ・マルゾット マルコ・クロサーラ                       | フェラーリ・195 S Berlinetta Touring              |
| 1951年          | ルイージ・ヴィロレージ パスカル・カッサーニ                       | フェラーリ・340アメリカ Berlinetta Vignale        |
| 1952年          | ジョバンニ・ブラッコ アルフォンソ・ロルフォ                       | フェラーリ・250 S Berlinetta Vignale              |
| 1953年          | ジャンニーニ・マルゾット マルコ・クロサーラ                       | フェラーリ・340 MM Spyder Vignale                 |
| 1954年          | アルベルト・アスカリ                                              | ランチアD24 スパイダー                            |
| 1955年          | スターリング・モス デニス・ジェンキンソン                         | メルセデス・ベンツ・300SLR                        |
| 1956年          | エウジェニオ・カステロッティ                                      | フェラーリ・290 MM Spyder Scaglietti              |
| 1957年          | ピエロ・タルッフィ                                                | フェラーリ・315 S                                 |

## イタリア以外での開催

### 日本

#### 初回
イタリアでミッレミリアを観戦したフジテレビジョン事業部長の増田晴男が主導し、1992年にレースごと日本に招いて日本版ミッレミリアとして「La Festa Mille Miglia」を開催した。イタリアの本家ミッレミリアに出場した50台のクラシックカーをヨーロッパとアメリカから空輸し、日本からの参加の10台を合わせた60台で行なわれた。なお週1回6分の関連番組も、同局や関西テレビで放送された。
空間プロデューサーの川添象郎のプロデュースを行い、明治神宮外苑の聖徳記念絵画館前に一定期間有料で参加車を展示した後、スターリング・モス、ジャン・アレジや堺正章などの参加者の手により、鈴鹿サーキットまでの往復区間の国内の一般道と高速道路を本家同様1000マイルに渡り走らせ、富士スピードウェイと鈴鹿サーキットでのタイムトライアルも行うという、バブル景気の雰囲気を醸し出していた大々的なものであった。
しかし、バブル景気崩壊後の平成不況下ということもあり、当初協賛を予定していたスポンサー兼ケータリング（キリンホールディングス）が下りたほか、同局が予想したほどスポンサーからの協賛が集まらないなどの事情や、空輸のための輸送費と、それを上回る膨大な保険料がかかるなどの問題があり、これ以降同じ体制で開催されることはなかった。なお優勝車はアバルト・750GTザガートであった。

#### 1997年 - 2010年

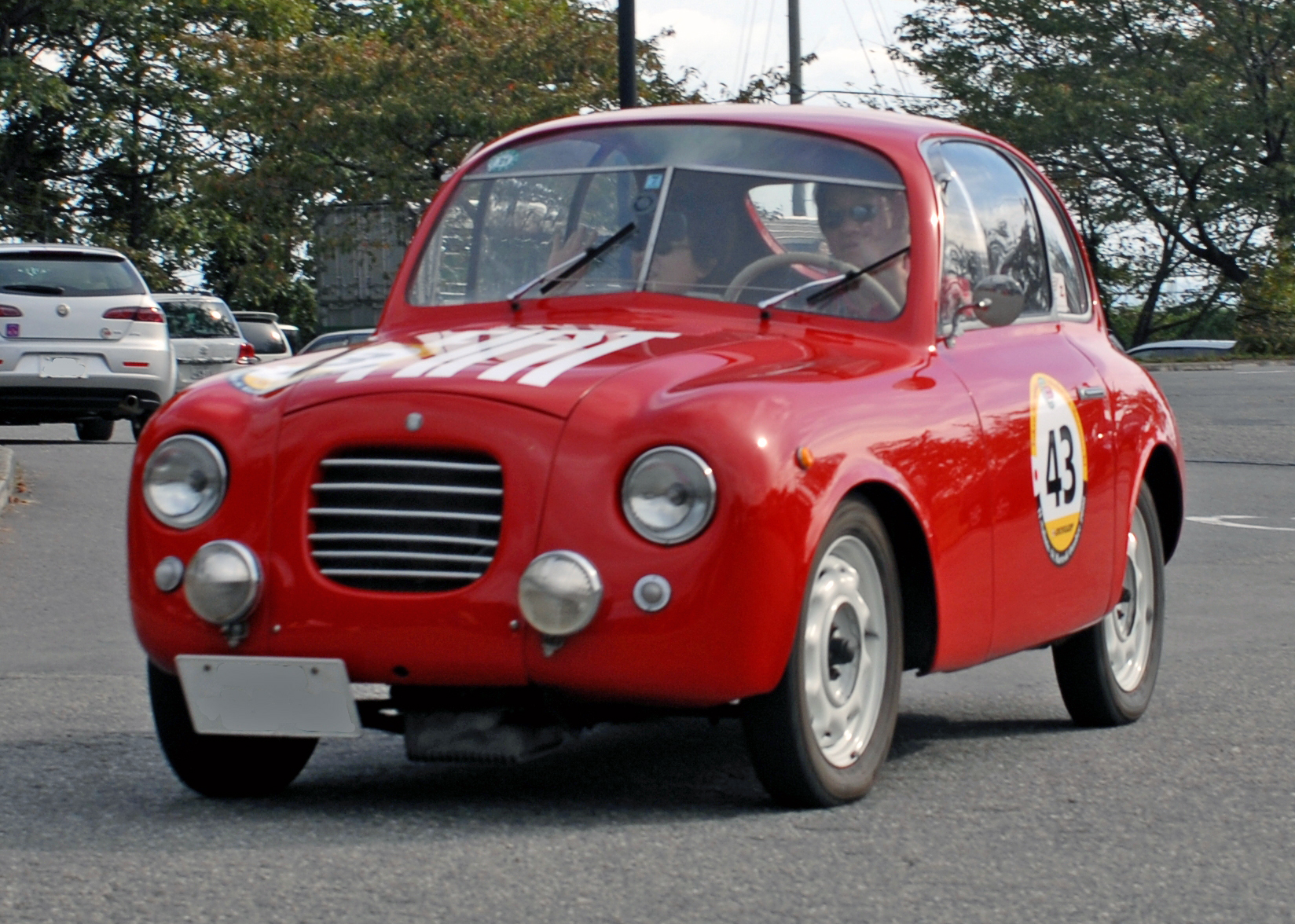
2008年大会、米沢市にて（フィアット・500 ザガート・パノラミカ）

その後数年間の空白期間の後、初回の日本版のプロデューサーで、フジテレビジョンから独立しヴェテランカークラブ東京の事務局長となった増田が、1997年より、日本で唯一国際クラシックカー連盟から公認を受けた本格的なクラシックカーレースとして「La Festa Mille Miglia」を毎年秋に開催することになった。
初回と違い基本的に日本国内からの出場者を中心とするものの、本家同様に当時参戦した実車とその同型車のみが参加できるタイムトライアル方式のクラシックカーレースとし、堺正章や近藤真彦、東儀秀樹、保坂尚輝、パンツェッタ・ジローラモ、西田ひかる、水野誠一・木内みどり夫妻などの著名人が毎回参戦するなど本国同様の高い人気を博した。
全日程3泊4日で10月初旬～中旬の開催。ルートは東京都の原宿・明治神宮をスタート地点として北上し、福島県の裏磐梯で2泊しながら南東北を周遊して南下。栃木県茂木町のツインリンクもてぎで1泊し、スタート地点である東京都の原宿・明治神宮をゴール地点としていた。2010年の開催レースでは、ショパールではなくルイ・エラール（輸入元：DKSHジャパン）がオフィシャルタイムピースを発表していた。

#### 2011年 - 2012年
2011年に発生した東日本大震災の影響で、この年から開催地は被災地である東北地方から関東甲信越に変更となり、原宿・明治神宮を出発し長野県軽井沢町で2泊、神奈川県箱根町を経由して明治神宮に戻るルートとなった（2014年からは新潟県湯沢町も行程に追加された）。本国の組織の変更もあり名称も「ミッレミリア」の冠を下ろして「ラ・フェスタ・アウトゥンノ（La Festa Autunno）」となっている。一方で、2013年には「La Festa Estate」の名称で小規模ながら東北地方での開催を行うことも発表されている。

#### 現在

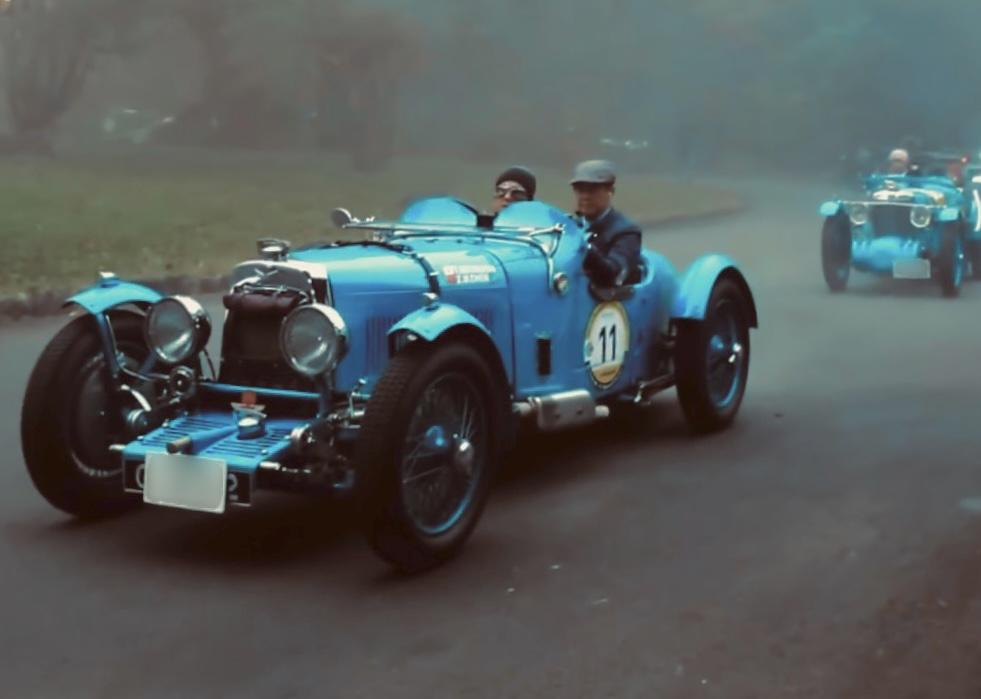
2013年大会、軽井沢町にて（アストンマーティン インターナショナル・ルマン）

2013年以降は本国との契約が結びなおされたことから、再び「La Festa Mille Miglia」として開催している。なお、体制や開催内容などはそれ以前と大きく変わりはないが、特別枠として日本車の参加枠が設けられた。また、この年より名誉総裁として彬子女王が就任されたほか、開会式に同殿下や駐日イタリア大使が招かれる。2018年には、裏磐梯ルートが8年ぶりに復活した。
毎回100台近い参加台数を集め、近年は日本国内のみならず海外からの参加者も多い。また、これまでと同様に堺正章や近藤真彦、横山剣や清水国明などのクラシックカーマニアの著名人の参加者も多い。また、春には兄弟イベントの「La Festa Primavera」も開催されている。

### アメリカ合衆国
1991年より「Amici Americani della Mille Miglia」の名称で、アメリカ合衆国を舞台に、本家同様に当時参戦した実車とその同型車のみが参加できるタイムトライアル方式のクラシックカーレースとして開催され、現在は「California Mille/Amici Americani della Mille Miglia」の名称で開催されている。

## 関連事項
- モータースポーツ
- 生沢徹
- 式場壮吉
- タルガ・フローリオ
- カレラ・パナメリカーナ・メヒコ
- ポンテペルレ
- ヴァリオストラーダ
- フェラーリ (映画)